# Georges Lanteri-Laura
Pour les articles homonymes, voir Lanteri.
Georges Lantéri-Laura (10 juillet 1930 - 3 août 2004) est un psychiatre français. 
Il fut une des figures marquantes de la revue Évolution psychiatrique et de l'épistémologie psychiatrique.

## Biographie
Études de philosophie et de médecine à Aix-en-Provence puis à Paris. 
Chef de service à l'hôpital Esquirol et directeur d'études à l'École des hautes études en sciences sociales.
Il a enseigné, dirigé nombre de thèses en France et à l'étranger. 

## Publications
- « Historique de la notion de mémoire dans la clinique psychiatrique et dans ses modèles psychopathologiques », in Cliniques méditerranéennes, 67, 2003
- « La chronicité en psychiatrie », Ed: Les empêcheurs de penser en rond / Synthélabo, 1997,  (ISBN 2-84324-007-7)
- « Histoire de la phrénologie », PUF, 2000,  (ISBN 2-13-045647-2)
- « Essai sur les paradigmes de la psychiatrie moderne », Le Temps Éditions, 1998,  (ISBN 2-84274-054-8)
- « Recherches psychiatriques » coffret, 3 vol., Sciences en situation, 1998,  (ISBN 2-908965-09-7)
- « Psychiatrie et connaissance », Sciences en situation, 1998,  (ISBN 2-908965-02-X)
- « Le Temps de la psychose » avec coll. Franca Madioni, L'Harmattan, 2000,  (ISBN 2-7384-7219-2)
- « Essai sur la discordance dans la psychiatrie contemporaine » avec coll. Martine Gros, EPEL, 1992,  (ISBN 2-908855-05-4)
- Paul Rauchs, préf. Georges Lanteri Laura: « Louis II de Bavière et ses psychiatres. Les garde-fous du roi », Ed.: L'Harmattan, 1997,  (ISBN 2-7384-6602-8)
- Introduction historique et critique à la notion de dépression en psychiatrie, in: Remi Tevissen (sous la dir.)"La douleur morale" Ed.: Du Temps, 1997, Coll.: Esquisse,  (ISBN 2842740009)
- La Connaissance clinique : histoire et structure en médecine et en psychiatrie, (article princeps) in l'Evolution psychiatrique, no 47 (1982)
- « La Psychiatrie phénoménologique, fondements philosophiques », Presses Universitaires de France, 1963
- « Phénoménologie de la subjectivité », Presses Universitaires de France, 1968
- La Sémiologie psychiatrique: son évolution et son état en 1982 in l'Evolution psychiatrique, oct.-décembre 2007, vol 72, no 4,  (ISSN 0014-3855)
- Préface de Georges Lanteri-Laura, in: Evelyne Pewzner, L'HOMME COUPABLE. LA FOLIE ET LA FAUTE EN OCCIDENT, Coll. OPUS SCIENCES, EDITIONS ODILE JACOB, Paris, 1996,  (ISBN 2738103588)
- Préface de Georges Lanteri-Laura, in: German Arce Ross, « Manie, mélancolie et facteurs blancs », Beauchesne, Paris, 2009,  (ISBN 9782701015446)